# I vecchietti fanno O
I vecchietti fanno O è un singolo del rapper italiano J-Ax, pubblicato il 19 dicembre 2008 come primo estratto dal secondo album in studio Rap n' Roll.

## Descrizione
Il titolo della canzone è un ovvio riferimento al celebre brano del 2005 I bambini fanno "ooh..." di Povia, mentre la base del ritornello è un campionamento di Ride on Time dei Black Box (1989).
Nel testo vengono fatti numerosi riferimenti alla musica e alla recente cultura pop, visti nell'ottica di un futuro prossimo. Vengono citati tra gli altri, l'orchestra Casadei, i Green Day, Texas hold 'em, Tony Montana, protagonista del film Scarface, il Silk-épil, il PIL, Google, le lampade UVA, la console Nintendo Wii e il V-Day.

## Video musicale
Il video è stato girato nella Valle della Morte a Los Angeles, e a Malibù, dal regista Gaetano Morbioli. Il video è stato trasmesso in anteprima da MTV a partire dal 19 dicembre 2008. Nel video di ambientazione futuristica, un ologramma di J-Ax, vestito sullo stile del rapper Sean Combs, interpreta il brano nel deserto, alternando a queste sequenze altre in cui il brano è suonato da un gruppo di bambini.

## Tracce
1. I vecchietti fanno O – 4:05

## Classifiche
| Classifica (2009) | Posizione massima |
| ----------------- | ----------------- |
| Italia            | 22                |